# Wiesław Jan Chowaniec
Wiesław Jan Chowaniec (ur. 5 maja 1924 w Warszawie, zm. 2 listopada 1993) – polski parazytolog, profesor dr habilitowany, wieloletni kierownik Zakładu Parazytologii i Chorób Inwazyjnych Instytutu Weterynarii w Puławach.

## Życiorys
Podczas II wojny światowej był żołnierzem Armii Krajowej. W 1952 ukończył studia na Wydziale Weterynaryjnym UMCS w Lublinie. Jako lekarz weterynarii podjął zatrudnienie w Zakładzie Parazytologii i Chorób Inwazyjnych Instytutu Weterynarii w Puławach. Początkowo pracował pod kierunkiem prof. Witolda Stefańskiego, a następnie prof. Eugeniusza Żarnowskiego. W 1961 doktoryzował się na Szkole Głównej Gospodarstwa Wiejskiego w Warszawie (praca Wpływ środowiska na rozwój form larwalnych motylicy wątrobowej "Fasciola hepatica" oraz zagadnienie superinwazji i inwazji w żywicielu pośrednim). Habilitował się w 1968 na tej samej uczelni (rozprawa Badania nad wpływem niektórych czynników środowiska zewnętrznego na przeżywalność i inwazyjność metacerkarii "Fasciola hepatica"). W 1978 został profesorem nadzwyczajnym. Odbył staże w: School of Veterinary Medicine Uniwersytetu Missouri, Zakładzie Parazytologii Centralnego Laboratorium w Weybridge oraz Wszechzwiązkowym Instytucie Helmintologii w Moskwie. Od 1965 do 1982 (wcześniejsza emerytura ze względów zdrowotnych) kierował Zakładem Parazytologii i Chorób Inwazyjnych Instytutu Weterynarii w Puławach. 
W 1969 został powołany na członka Komitetu Parazytologii PAN, a potem na członka rady naukowej Instytutu Weterynarii w Puławach, jak również rady naukowej Instytutu Parazytologii PAN. W latach 1977–1979 był przewodniczącym Oddziału Puławskiego Polskiego Towarzystwa Nauk Weterynaryjnych (od 1975 do 1976 był jego wiceprzewodniczącym). 
Napisał 62 publikacje naukowe. 

## Zainteresowania naukowe
Do jego najważniejszych zainteresowań naukowych należało:
- zwalczanie istotnych z punktu widzenia gospodarki inwazji pasożytniczych zwierząt, w tym zwłaszcza choroby motyliczej przeżuwaczy,
- badanie biologii i ekologii błotniarki moczarowej (żywiciela pośredniego niektórych pasożytów) w warunkach polskich,
- badanie wpływu środowiska na rozwój motylicy wątrobowej,
- badanie problematyki reinwazji i superinwazji w żywicielu pośrednim[1].

Jego prace na temat epizotiologii choroby motyliczej, jak również biologii i rozwoju motylicy wątrobowej są uważane za pionierskie nie tylko w skali polskiej. Badania prowadzone przez niego w przedmiocie podatności błotniarki moczarowej na superinwazję stanowiły nowość w skali światowej. Wyniki jego prac wykorzystywane były przez administrację weterynaryjną, w tym do tworzenia instrukcji zwalczania choroby motyliczej. Pracował nad wytypowaniem i zakupem przez Polskę licencji na produkcję preparatów preciwpasożytniczych (Zanil i Nilzan).

## Odznaczenia
Otrzymał Krzyż Kawalerski Orderu Odrodzenia Polski, Krzyż Armii Krajowej oraz inne odznaczenia państwowe i resortowe.